# 情報ワイド 夕方Don!Don!
『情報ワイド 夕方Don!Don!』（じょうほうワイド ゆうがたドン!ドン!）は、テレビ朝日系列の北海道テレビ放送（HTB）で放送していた、生放送の夕方ワイド番組。HTBではこれに合わせて、早朝にも姉妹番組となる「情報ワイド 早起きDon!Don!」を放送していたこともある。

## 概要
1999年4月に放送開始。当時、『はぐれ刑事純情派』を中心としたドラマの再放送を行っていたHTBはこの番組で夕方ワイド番組に初参入を果たした。18時台前半は『ANNスーパーJチャンネル』を内包。
「知名度ゼロからの挑戦」をキャッチフレーズとし、初代キャスターにローカルタレントの松崎しもきを起用。放送前の番組宣伝は、子役に「夕方は『どさんこワイド』だよな！」などと言わせる挑戦的な内容であった（当時、話題のCMだったドリームキャスト・湯川専務シリーズのパロディ）。
放送開始から4か月後の1999年8月、松崎が夏休み中に交通事故を起こし降板。2代目の遠藤雅也アナウンサーは当初、大通公園からのリポーターとして出演していたが、代役から急遽メインキャスターに昇格。リポーターは同じく代役だった戸島龍太郎に変わった。
札幌地区は札幌テレビ放送（STV）の「どさんこワイド212（現・179）」を筆頭に、各放送局が夕方ワイド番組で競い合っており、その中でも健闘していたが、どさんこワイドを切り崩す事ができず2002年秋にリニューアルにより遠藤アナは降板。戸島アナを3代目メインにすえるものの失速。2003年春改編で終了となり、ヒロ福地をメインとした新番組「イチオシ!」（現在は『イチオシ!!』に改題）引き継がれる。
スタジオの他、札幌の中心部にある札幌三越前に中継ポイントを設けていた。ここから放送していた「街角サビから選手権」では、司会を当時ローカルタレントであった安田顕が務めており、福原美穂はこの企画への出演をきっかけにが歌手デビューしている。
2001年10月5日からは金曜日は「情報ワイド 夕方Don!Don! 金曜特大号」として15:47 - 19:00に時間を前倒して放送していた。
ちなみに15:55からの刑事ドラマ再放送枠（「はぐれ刑事純情派」等を多く放映）からステブレ無しで接続していた（現在の「イチオシ!!」でも踏襲している）。
KBS京都「えきまえDonDon」、文化放送「梶原しげるの本気でDONDON」とは関係ない。

## 出演

### キャスター
- 松崎しもき[2] - 1999年4月 - 8月
- 遠藤雅也（当時HTBアナウンサー） - 1999年8月 - 2002年9月
- 戸島龍太郎（当時HTBキャスター／現・同局プロデューサー） - 2002年10月 - 2003年3月

### アシスタント
- 小野優子（当時HTBアナウンサー） - 1999年4月 - 2002年9月
- 吉田みどり（当時HTBアナウンサー） - 2002年10月 - 2003年3月

### リポーター
- 遠藤雅也（当時HTBアナウンサー）[2] - 1999年3月 - 8月、「街角サビカラ選手権」の司会も担当（戸島の前任）[3]
- 戸島龍太郎 - 1999年8月-2002年9月、「街角サビカラ選手権」の司会も担当（安田の前任）[4]
- おびなた徳子（フリーアナウンサー）[4]
- 千葉めぐみ（当時HTBアナウンサー）[3]
- 佐藤麻美（当時HTBアナウンサー）[2]
- 野村はづき（当時HTBアナウンサー）[4]
- 村上亜希子（当時HTBアナウンサー）[4]
- 金子哲俊（当時HTBアナウンサー／現・同局社員） - ディレクター兼務（企画・天気予報など）[5]
- 五十嵐いおり（当時HTBアナウンサー）[6]
- 梨元勝（芸能リポーター） - エンタメコーナー「芸能いいとこ出し」に不定期で出演[7]。
- 小橋亜樹[8]
- 安田真美
- BEN[8]
- 藤尾仁志（オクラホマ）[8]
- すずらん（山本貴之、前田繁宏）[8]
- 長谷川雅紀 - 後の錦鯉のメンバーであり、当時札幌吉本所属のピン芸人。2001年10月から2002年12月まで金曜特大号のレギュラーリポーターとして、生中継やロケをする「週末はいただき! ハセガワフライデー」→「長谷川雅紀のフライデー珍道中」のコーナーを1年ほど担当[9]。

### ニュースキャスター
- 佐藤良諭 （HTBアナウンサー）- 1999年4月 - 2002年9月
- 木内希（当時HTBアナウンサー） - 1999年4月 - 2002年9月
- 野宮範子（フリーアナウンサー） - 2002年10月 - 2003年3月[10]
- 林和人（HTBアナウンサー） - 2002年10月 - 2003年3月[10] ※エンタメコーナー「芸能いいとこ出し」も担当[7]。

### その他
- 滑川まさみ - 「街角サビカラ選手権」の審査委員長で北海道出身の演歌歌手。
- 安田顕（TEAM NACS） - 俳優、タレント。「街角サビカラ選手権」の司会を担当[11]。
- 桜庭章彦（気象予報士） - 気象情報を担当[12]。
- 橋爪文人 - シェフ。 「お助けシェフがいく」のコーナーを1年ほど担当。
- 福原美穂 - 歌手デビュー前の中学3年生だった2002年12月16日に「街角サビカラ選手権」に出演し、マライア・キャリーの「恋人たちのクリスマス」を歌い優勝[11]。この時のビデオが2年ほど後にレコード会社（ソニー）の目に留まってスカウトされ、デビューのきっかけをつかんだ。

## 番組のコーナー
- 「街角サビから選手権」
  - 参加希望者を公募し、その中から抽選で選ばれた2組が、曲のサビだけを歌い、歌の上手さやノリ、パフォーマンスを競うコーナー[13]。当初、戸島龍太郎が司会を担当しており、その後、安田顕に変わった。滑川まさみの代わりに樋口了一などが審査委員で出演することがあった。